# Eteimbes
Eteimbes – miejscowość i gmina we Francji, w regionie Grand Est, w departamencie Górny Ren.
Według danych na rok 1990 gminę zamieszkiwały 232 osoby, 47 os./km².